# Литвинов, Артемий Михайлович
Артемий Михайлович Литвинов (бел. Арцемій Міхайлавіч Літвінаў; род. 16 декабря 2003, Новополоцк, Витебская область) — белорусский футболист, защитник клуба «Нафтан».

## Карьера
Воспитанник футбольной академии новополоцкого «Нафтана». В августе 2023 года футболист присоединился к основной команде клуба. Дебютировал за клуб 4 августа 2023 года в матче против солигорского «Шахтёра», выйдя на поле в стартовом составе. Футболист сразу же закрепился в основной команде новополоцкого клуба, став ключевым защитником, однако результативными действиями по ходу чемпионата не отличился. По итогу сезона футболист вместе с клубом смог сохранить прописку в Высшей лиге.